# Disco virtual
Disco virtual (também conhecido como Serviço para Armazenamento e Partilha de Arquivos) é um espaço virtual oferecido por empresas a fim de que seus clientes possam guardar arquivos pessoais ou coletivos na internet. Este serviço pode ser oferecido gratuitamente ou mediante assinatura mensal.
Estes podem enviar e baixar arquivos como se estivessem usando um disco local e podem ter acesso livre ou restrito a usuários, como por exemplo o próprio disco rígido (HD) instalado no computador. Alguns e-mails podem servir como disco virtual pessoal ou compartilhado.
Um disco virtual pode ser criado também na sua máquina local física, ou seja, em seu próprio HD como um drive X: qualquer e utiliza-lo como um disco físico.

## Computação em nuvem
Os discos virtuais são baseados na computação em nuvem (do inglês "Cloud Computing") onde os arquivos do cliente são armazenados em discos rígidos em algum servidor na Internet.
Discos Virtuais seguros podem ser utilizados para compartilhar arquivos, fazer back up, acessar arquivos quando não se está no local do seu computador como por exemplo do escritório ou viagens.

## Exemplos de discos virtuais gratuitos
- Apple iCloud
- Dropbox
- Google Drive
- Mega (mega.nz)
- Microsoft OneDrive
- ZumoDrive (desativado em 2012)[1]
- Smash